# Madagaskar na Letnich Igrzyskach Olimpijskich 2016
Madagaskar na Letnich Igrzyskach Olimpijskich 2016 w Rio de Janeiro, reprezentowało sześciu zawodników. Był to 12. start reprezentacji Madagaskaru na letnich igrzyskach olimpijskich.

## Wyniki

### Judo
| Zawodniczka             | Konkurencja   | 1/16                             | 1/8              | Ćwierćfinały     | Półfinały        | Repasaż 1        | Repasaż 2        | Repasaż 3        | Finał            | Pozycja |
| Zawodniczka             | Konkurencja   | Przeciwnik Wynik                 | Przeciwnik Wynik | Przeciwnik Wynik | Przeciwnik Wynik | Przeciwnik Wynik | Przeciwnik Wynik | Przeciwnik Wynik | Przeciwnik Wynik | Pozycja |
| ----------------------- | ------------- | -------------------------------- | ---------------- | ---------------- | ---------------- | ---------------- | ---------------- | ---------------- | ---------------- | ------- |
| Asaramanitra Ratiarison | -48 kg kobiet | Dayaris Mestre Álvarez P 0s3-0s1 | NQ               | NQ               | NQ               | NQ               | NQ               | NQ               | NQ               | 17.     |

### Lekkoatletyka

#### Kobiety
Konkurencje biegowe
| Zawodniczka         | Konkurencja                          | Runda 1  | Runda 1 | Runda 2  | Runda 2 | Półfinał | Półfinał | Finał    | Finał   |
| Zawodniczka         | Konkurencja                          | Rezultat | Pozycja | Rezultat | Pozycja | Rezultat | Pozycja  | Rezultat | Pozycja |
| ------------------- | ------------------------------------ | -------- | ------- | -------- | ------- | -------- | -------- | -------- | ------- |
| Eliane Saholinirina | Bieg na 3000 m z przeszkodami kobiet | 9:45,92  | 35.     | —        | —       | —        | —        | NQ       | NQ      |

#### Mężczyźni
Konkurencje biegowe
| Zawodnik | Konkurencja                | Runda 1  | Runda 1 | Runda 2  | Runda 2 | Półfinał | Półfinał | Finał    | Finał   |
| Zawodnik | Konkurencja                | Rezultat | Pozycja | Rezultat | Pozycja | Rezultat | Pozycja  | Rezultat | Pozycja |
| -------- | -------------------------- | -------- | ------- | -------- | ------- | -------- | -------- | -------- | ------- |
| Kamé Ali | Bieg na 110 m przez płotki | DNS      | DNS     | —        | —       | NQ       | NQ       | NQ       | NQ      |

### Pływanie
| Zawodnik                | Konkurencja                   | Eliminacje | Eliminacje | Półfinał | Półfinał | Finał | Finał   |
| Zawodnik                | Konkurencja                   | Czas       | Miejsce    | Czas     | Miejsce  | Czas  | Miejsce |
| ----------------------- | ----------------------------- | ---------- | ---------- | -------- | -------- | ----- | ------- |
| Aina Fils Rabetsara     | 100 m st. dowolnym kobiet     | 1:01,11    | 44.        | NQ       | NQ       | NQ    | NQ      |
| Anthonny Sitraka Ralefy | 100 m st. motylkowym mężczyzn | 54,72      | 37.        | NQ       | NQ       | NQ    | NQ      |

### Podnoszenie ciężarów
| Zawodniczka                | Konkurencja | Rwanie | Rwanie  | Podrzut | Podrzut | Razem | Pozycja |
| Zawodniczka                | Konkurencja | Wynik  | Pozycja | Wynik   | Pozycja | Razem | Pozycja |
| -------------------------- | ----------- | ------ | ------- | ------- | ------- | ----- | ------- |
| Elisa Vania Ravololoniaina | -63 kg (k)  | 85     | 11.     | 100     | 12.     | 185   | 12.     |